# Yanna McIntosh
Ne doit pas être confondu avec Pollyanna McIntosh.
Pour les articles homonymes, voir Yanna et McIntosh.
Yanna McIntosh, née en 1970 en Jamaïque, est une actrice canadienne d'origine jamaïcaine.

## Filmographie
- 1982-1983 : Hangin' In (série télévisée) : Tanya / Joan
- 1993 : Street Legal (en) (série télévisée) : doctoresse Helen Ruth
- 1994 : The Babymaker: The Dr. Cecil Jacobson Story (téléfilm) : technicienne de laboratoire
- 1995-1996 : Side Effects (série télévisée) : doctoresse Currie
- 1997 : Un tandem de choc (Due South) (série télévisée) : Candace Madison
- 1997 : Riverdale (série télévisée) : Jenni Hernandez (1997-1999)
- 1998 : Loin d'ici (Down in the Delta) : la femme esclave
- 1999 : Night Man (série télévisée) : Ally Cooper
- 1999 : Poltergeist : Les Aventuriers du surnaturel (série télévisée) : Madame Claire
- 1999 : Atomic Train (série télévisée) : Christina Roselli
- 1999 : A Murder on Shadow Mountain (téléfilm)
- 1999 : Strange Justice (en) (téléfilm) : Jeanette
- 2000 : Deliberate Intent (téléfilm) : Elaine
- 2001 : Acceptable Risk (téléfilm)
- 2001 : Full Disclosure : Penny Mills
- 2001 : True Blue : Anna
- 2002 : John Q : l'employée d'État
- 2002 : Spooky House : Nicole
- 2002 : The Glow (téléfilm) : Catherine
- 2002 : The Rats (téléfilm) : la doctoresse
- 2002 : Bury the Lead (série télévisée) : Eda Myles
- 2004 : Chasing Freedom (téléfilm) : Ruth
- 2004 : Train 48 (en) (série télévisée) : Simone
- 2004 : Crown Heights (téléfilm)
- 2003-2004 : Blue Murder (série télévisée) : doctoresse Rollins
- 2004 : Reversible Errors (téléfilm) : Genevieve Carriere
- 2004-2006 : This Is Wonderland (en) (série télévisée) : Zona Robinson
- 2006 : The Sentinel : Teddy Vargas
- 2006 : Doomstown (téléfilm) : Pat Barrows
- 2006 : Why I Wore Lipstick to My Mastectomy (téléfilm) : doctoresse Crone
- 2007 : They Come Back (téléfilm) : Naketha
- 2007 : Finn's Girl : Diana
- 2007 : Matters of Life & Dating (téléfilm)
- 2008 : A Raisin in the Sun (téléfilm) : Miss Tilly
- 2008 : Heaven on Earth : Rosa
- 2007-2009 : The Best Years (série télévisée) : Ms. Dymond
- 2009 : Chili & Cheese: A Condimental Rift (court métrage) : Bea
- 2009 : The Line (série télévisée) : Karen
- 2011 : XIII: The Series (série télévisée) : détective Pullan
- 2012 : Bloodwork : Patricia
- 2012 : The Listener (série télévisée) : Reta Bello
- 2013 : Republic of Doyle (série télévisée) : Sarah
- 2013 : Saving Hope (série télévisée) : l'accompagnatrice des détenus
- 2013 : Suits : Avocats sur mesure (série télévisée) : juge Pearl Atkins
- 2014 : Working the Engels (série télévisée) : Mavis
- 2014 : Hemlock Grove (série télévisée) : Frieda l'avocate
- 2014 : Arranged (court métrage) : Ms. Cooper
- 2015 : Remedy (série télévisée) : Leona
- 2015 : Antony and Cleopatra : Cleopatra
- 2016 : Unless : Cery